# Brachyceratops
Brachyceratops var ett släkte växtätande dinosaurier som levde i Nordamerika under slutet av krita för cirka 74 miljoner år sedan. Det är en av de minsta ceratopsider man känner till. Brachyceratops hittades 1913. Det har hävdats av vissa forskare att Brachioceratops inte är ett giltigt släkte, utan att de fossil man hittat från dem är ungdjur av ett annat släkte ceratopsider, såsom Monoclonius.

## Beskrivning

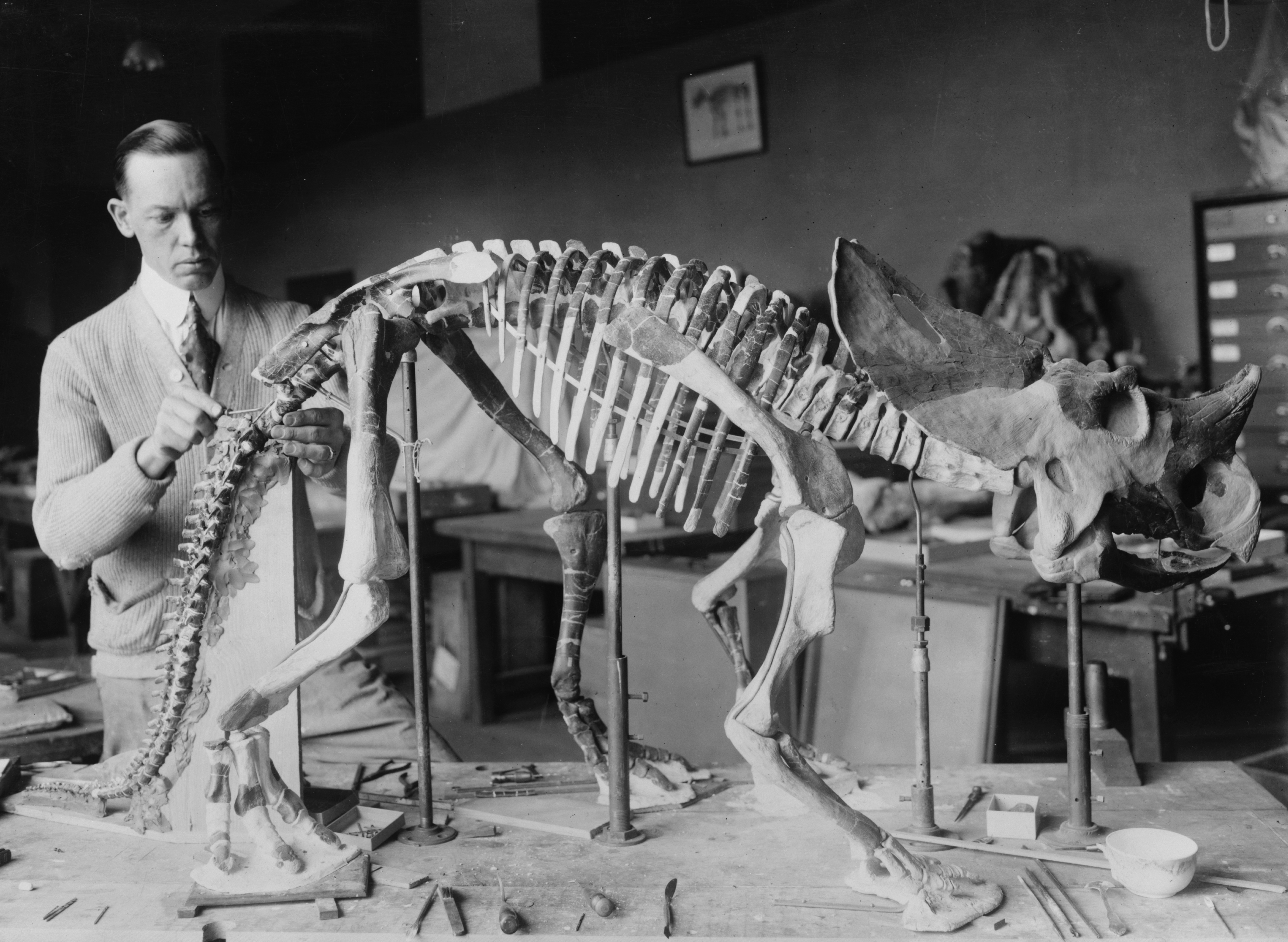
Äldre foto av Brachyceratopsskelett under montering.

Man känner till 5 fossila skelett efter Brachyceratops, som alla är omkring 1, 5 meter långa. Brachyceratops var i övrigt en typisk ceratopsid, som gick på fyra ben, hade tung kropp, kort svans och stor skalle med horn och benkrage som täckte nacken. Över ögonen hade den ett par knoppar, och på nosen hade den ett kort, tjockt horn.